# Huțu
Huțu – wieś w Rumunii, w okręgu Bacău, w gminie Găiceana. W 2011 roku liczyła 518 mieszkańców.